# Komjáti Károly
Komjáti Károly, született Klein (Budapest, 1896. március 8. – Budapest, 1953. július 3.) magyar zeneszerző, színházi karnagy.

## Életútja
Budapesten született Klein Nándor Náthán és Ballázs Róza Eleonóra gyermekeként. Tanulmányait a budapesti Zeneakadémián végezte a zongora- és zeneszerzési tanszakon (1911–15). Tanár Budapesten, korrepetitor Berlinben, Brémában (1920), majd ismét Budapesten, ahol később az Apollo-kabaré igazgatója. 1927-től Nagyváradon, Marosvásárhelyen, majd Kolozsváron színházi karnagy (1930-ig). Az új magyar zene híveként Bartók Béla mellett foglalt állást a marosvásárhelyi Székely Naplóban (1932).
1936–1942-ig Békeffi Lászlóval a Pódium Írók Kabaréját működtette Budapesten.
Szerzeményei: dalok, vonósnégyesek, egy zongoratrió és a Samum című szimfonikus költemény; megzenésítette Ady Endre, Babits Mihály, Kosztolányi Dezső, valamint több erdélyi költő versét. Fő műfaja az operett. Tizenegy operettjéből jelentősebb a Kóristalány (1918), Pillangó főhadnagy (1918), Három a tánc (1923), Harapós férj (1931, átdolgozva Ipafai lakodalom, 1949), Éjféli tangó (1932, német színpadokon is), Antoinette (1937).
1916. október 15-én Budapesten, a Ferencvárosban házasságot kötött Feldbauer Salamon és Reichmann Regina lányával, Rozáliával. 1926-ban elváltak. 1926. január 24-én ismét megnősült. Második felesége Kondor Ottó és Müller Petronella lánya, Ibolya.